# Leva jordanica
Leva jordanica är en insektsart som först beskrevs av Boris Petrovich Uvarov 1933.  Leva jordanica ingår i släktet Leva och familjen gräshoppor. Inga underarter finns listade i Catalogue of Life.